# Finlands regionsforvaltninger
Finlands regionsforvaltninger ((svensk: regionförvaltningsverk (RFV)), (finsk: aluehallintovirasto (AVI))) afløste lenene den 1. januar 2010.

## Reformen i 1997
Lenene var blevet indført i Sverige-Finland i 1634. I tidens løb er der blevet oprettet og nedlagt len. I 1996 var der 12 len. I 1997 skete der en sammenlægning, så der kun var seks len tilbage. Samtidig blev kommunerne organiseret i 20 sekundærkommuner (kommuneforbund eller landskabsforbund), der bliver betegnet som landskaber. 

## Militære len
I 2008 blev der oprettet fire militære len. Det var Södra Finlands militärlän, Västra Finlands militärlän, Norra Finlands militärlän og Östra Finlands militärlän

## Regionsforvaltninger fra 2010
I 2010 blev en del af lenenes opgaver overtaget af de nyoprettede erhvervs-, trafik- og miljøcentraler (svensk: närings-, trafik- och miljöcentralen (ntm-centralen, ntm), finsk: elinkeino-, liikenne- ja ympäristökeskus (ely-keskus, ely)). 
De resterende opgaver blev overtaget af ligeledes nyoprettede regionsforvaltninger. Vestfinlands len blev delt mellem Sydvestfinlands regionsforvaltning og Vest og Indre Finlands regionsforvaltning. 
De øvrige regionsforvaltninger dækker de samme geografiske områder som de tidligere len. Det er Laplands regionsforvaltning, Nordfinlands regionsforvaltning, Østfinlands regionsforvaltning, Sydfinlands regionsforvaltning og Statens ämbetsverk på Åland. 
En regionsforvaltning ledes af en overdirektør, dog er titlen som landshøvding bevaret på Ålandsøerne. 

## Magistrater
Den lokale statsforvaltning varetages af magistraterne (finsk: maistraatti), der hører under regionsforvaltningerne.